# 比森特·卡爾德隆
比森特·卡爾德隆 (西班牙語：Vicente Calderón Pérez-Cavada，西班牙語發音：[biˈθente kaldeˈɾon ˈpeɾeθ kaˈβaða]，1913年5月27日–1987年3月24日) 西班牙商人，曾經擔任西甲俱樂部馬德里競技主席二十年。

## 生平
比森特·卡爾德隆在1913年出生於坎塔布里亞托雷拉韋加。卡爾德隆早年生活孤立。在他二十歲的時候，卡爾德隆過著艱難的生活，通過各種工作，最後才確立了自己一個成功的商人的地位。他在馬德里建立了他的大部分企業，但也有在巴倫西亞自治區一個小鎮甘迪亞建立一些重要的業務聯繫。
卡爾德隆在1987年3月24日因為心臟病在馬德里逝世，並最终被埋葬在甘迪亞。

## 馬德里競技主席
1964年1月21日，哈維爾·巴羅佐辭去馬德里競技主席一職。卡爾德隆在同年3月17日正式擔任球會主席。
卡爾德隆上任後幫助馬德里競技從經濟危機的影響中拯救出來，以及完成建造位於曼薩納雷斯河岸邊的新球場。該體育場的建設已經推遲了一段時間，在1961年的工作已經開始，但卡爾德隆確保馬德里競技將搬離原有的主場大都會體育場，令床單軍團能走進他們的新家。在作為回報他的對俱樂部的努力下，俱樂部一致決定新球場將以他的名字命名。
在比森特·卡爾德隆當選俱樂部主席後，俱樂部才得以在60年代和70年代穩定他們的經濟困境，並在球賽上取得巨大的成功。
1980年6月16日，卡爾德隆因身體健康為由辭去球會主席一職。然而，他的離去為俱樂部帶來一個困難的時期。因為在俱樂部的歷史中，馬德里競技在遭遇一些臨時主席的時侯，都會出現很多問題，特別是阿方索·卡韋薩(Alfonso Cabeza)這個備受爭議的主席。這導致了1982年馬德里競技重新選舉卡爾德隆擔任主席。
在他第二次擔任床單軍團的主席時，球會再增添一個西班牙國王盃的榮譽。1987年3月24日的晚上,卡爾德隆在俱樂部超時工作時，因為突發性心臟病猝然離世。

## 榮譽
- 洲際盃 (1):  1974冠軍
- 西甲 (4): 1965–66, 1969–70, 1972–73, 1976–77
- 西班牙國王盃 (4): 1965, 1972, 1976, 1985
- 歐洲冠軍盃: 1974 (亞軍).

其他錦標: (two Teresa Herrera Trophy, two Trofeo Colombino, five Ramón de Carranza Trophy, four Villa de Madrid trophy, "Trofeo Mohamed V", a "Copa Ciudad de Sao Paulo", a "Trofeo Ibérico" a "Trofeo Ciudad de La Línea" and "Trofeo Ciudad de Ceuta".